# Экстрактор Сокслета
Экстрактор Сокслета (аппарат Сокслета) — прибор для непрерывной экстракции труднорастворимых твёрдых веществ из твёрдых материалов.

## Устройство
Экстрактор Сокслета устанавливается на круглодонную колбу, в которой находится экстрагирующий растворитель, и снабжается обратным холодильником. В центре аппарата находится резервуар, в который помещается гильза, сделанная из плотного картона или бумаги и заполненная твёрдым образцом, из которого будет производиться экстракция. Растворитель нагревают до температуры кипения, он испаряется и, проходя по боковому отводу, попадает на обратный холодильник, где конденсируется и стекает в гильзу. Пока гильза заполняется растворителем, происходит экстракция целевого вещества в этот растворитель. Как только уровень жидкости в гильзе достигает верхнего уровня сифона, гильза опустошается: раствор вещества сливается в исходную колбу и цикл повторяется снова. Таким образом, прибор позволяет производить многократную экстракцию за счёт повторного использования относительно небольшого объёма растворителя, при этом экстрагируемое вещество накапливается в основной колбе.
Эффективность экстракции дополнительно увеличивается за счёт того, что гильза находится непосредственно над колбой и нагревается парами кипящего растворителя.

## История
Экстрактор Сокслета был впервые предложен в 1879 году немецким агрохимиком Францем фон Сокслетом. Его описание содержалось в статье, посвящённой определению содержания жира в молоке. Существует некоторая неопределённость в том, кто на самом деле был автором этого изобретения, поскольку в данной статье Сокслет приписал наиболее существенную часть прибора — сифон, возвращающий жидкость из гильзы в основную колбу, — одному из своих сотрудников господину Сомбати (венг. Szombathy), предположительно, лабораторному стеклодуву. Тем не менее он отмечал, что оптимизация размеров экстрактора и определение условий, при которых возможно его использование, являются предметом его собственных исследований.
Попытки автоматизировать процесс непрерывной экстракции предпринимались давно. В частности, описана находка при раскопках в Месопотамии, которая, вероятно, представляет собой прибор для экстракции органических веществ горячей водой и датируется 3500 годом до н. э. В 1830 году французский химик Ансельм Пайя предложил непрерывный экстрактор, в котором кипящий растворитель по боковой трубке подавался к охлаждаемой колбе (обратные холодильники появились позже) и стекал обратно в колбу через перколяционную колонну с органическим материалом, после чего снова испарялся.
Мотивацией Сокслета для описания своего изобретения было количественное описание процесса экстракции жира из молока. Его статья содержит таблицы с подсчётом циклов экстракции в каждом эксперименте. Однако основной интерес той работы представляет именно приборная часть, поскольку экстрактор Сокслета оказался более эффективным, чем экстрактор непрерывного действия.
После Сокслета многие химики также предложили экстракторы собственной конструкции, однако этот экстрактор остался наиболее распространённым. В 1912 году в каталоге компании Eimer and Amend, крупнейшего американского поставщика лабораторного оборудования в конце XIX — начале XX веков, находилось 27 экстракторов, из которых 7 представляли собой модификации экстрактора Сокслета и были названы его именем. В конце XIX века на основе этого прибора были созданы автоматические жидкостные экстракторы.